# Hòa ước Pressburg (1805)

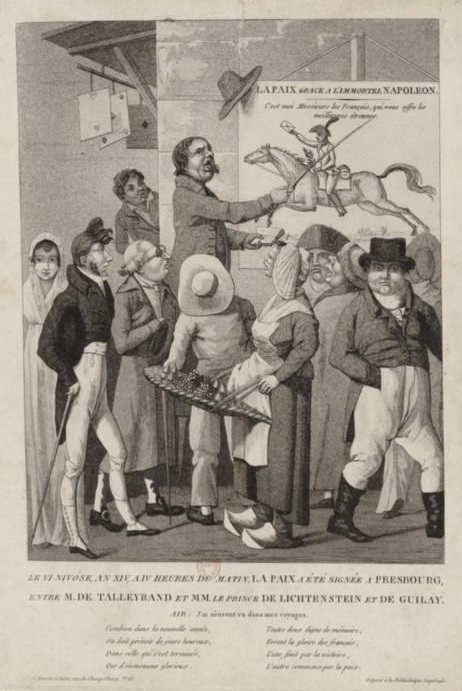
Bản in đương thời quảng bá về Hòa ước Pressburg

Hòa ước Pressburg thứ tư được ký ngày 27 tháng 12 năm 1805 giữa Napoléon và Hoàng đế La Mã thần thánh Francis II do hậu quả của những chiến thắng của Pháp trước người Áo tại Ulm (25 tháng 9 - 20 tháng 10) và Austerlitz (2 tháng 12). Một thỏa thuận ngừng bắn đã được thống nhất vào ngày 4 tháng 12 và các cuộc đàm phán cho hiệp ước đã bắt đầu. Hiệp ước đã được ký kết tại Pressburg (nay là Bratislava), vào thời điểm đó ở Hungary, bởi Johann I Josef, Hoàng tử Liechtenstein, và Bá tước Hungary Ignaz Gyulai cho Đế quốc Áo và Charles-Maurice de Talleyrand-Périgord cho Pháp.